# Diplocentrus majahuensis
Espèce
Diplocentrus majahuensis est une espèce de scorpions de la famille des Diplocentridae.

## Distribution
Cette espèce est endémique du Guerrero au Mexique. Elle se rencontre vers Acapulco.

## Étymologie
Son nom d'espèce, composé de majahu et du suffixe latin -ensis, « qui vit dans, qui habite », lui a été donné en référence au lieu de sa découverte, La Majahua.

## Publication originale
- Baldazo Monsivaiz, 2003 : Diplocentrus majahuensis, nueva especie de alcran del estado de Guerrero, Mexico (Scorpiones, Diplocentridae). Entomologia Mexicana, vol. 2, p. 73-77.